# Microplitis lugubroides
Microplitis lugubroides är en stekelart som beskrevs av Van Achterberg 2006. Microplitis lugubroides ingår i släktet Microplitis och familjen bracksteklar. Inga underarter finns listade i Catalogue of Life.